# Die Salvation-Saga
Die Salvation-Saga ist eine dreiteilige Science-Fiction-Romanreihe des britischen Schriftstellers Peter F. Hamilton. Die Originalausgabe wurde von 2018 bis 2020 unter dem Namen Salvation Sequence veröffentlicht. Die Erzählung führt von dem Ende menschlichen Lebens auf der Erde im 23. Jahrhundert bis zum Kampf gegen die außerirdischen Verursacher der Katastrophe zehntausend Jahre später.

## Handlung
Die zwei Haupterzählstränge der Romane spielen sich bis zum Anfang des 23. Jahrhunderts im Sonnensystem und weit in der Zukunft an verschiedenen Orten der Milchstraße ab. Durch Zeitverschiebungen erleben die Hauptpersonen der beiden Handlungsebenen das Finale zur gleichen Zeit.

### Das Ende der Erde
Durch die Entdeckung von Quanten-Raum-Verschränkungen verfügt die Menschheit über eine Technik, große Entfernungen durch Portale zurückzulegen. Dies ermöglicht die Besiedlung des Sonnensystems und naher Sternensysteme. Als Mitte des 22. Jahrhunderts das Archenschiff der außerirdischen Olyix auftaucht, kommt es zum ersten Kontakt mit einem scheinbar friedfertigen fremden Volk. Für ihre Weiterreise benötigt das Raumschiff Vorräte, und so entwickeln sich in den folgenden Jahrzehnten Handelsbeziehungen zwischen den Fraktionen der Menschheit und den Olyix. Als in einem neu besiedelten Sonnensystem ein außerirdisches Raumschiff mit menschlichen Leichen entdeckt wird, brechen sechs Terraner in einer Geheimmission auf, das Artefakt zu untersuchen. Zwei Personen dieses Forschungsteams sind keine Menschen. Neben einer Neána, die von ihrem Volk zur Rettung der Menschheit entsandt wurde, befindet sich auch ein Fünfling der Olyix in der Gruppe. Durch die Enttarnung der beiden Außerirdischen setzen die Olyix vorzeitig einen Plan um, der die Einlagerung aller menschlichen Gehirne im Archenschiff vorsieht. Die gewarnten Mächte der Erde können diesen Übergriff hinauszögern, jedoch nicht endgültig aufhalten. Auf Rat der Neána werden so viele Menschen wie möglich in Exodus-Habitaten angesiedelt und in die Weiten des Weltraums gerettet. Die vier Terraner der Forschungsreise und die Neána werden in einem komplizierten Manöver auf das Archenschiff geschmuggelt, um den Standort der Enklave der Olyix in Erfahrung zu bringen, an den die körperlosen Menschen gebracht werden.

### Kampf gegen die Olyix
Die geflüchteten, zueinander kontaktfreien Exodus-Habitate wurden mit einem gleichbleibenden Auftrag entsandt. Sie sollen das Überleben der Menschheit sichern, doch gleichzeitig eine Streitmacht aufbauen, die den Kampf gegen die Olyix nach Bekanntwerden der Koordinaten von deren Heimatwelt führen soll. Alternativ wird versucht, die feindlichen Außerirdischen mit künstlich aufgebauten Zivilisationen anzulocken, um das eintreffende Archenschiff zu erobern und so an die Koordinaten zu gelangen. Diese Taktik wird über zehntausend Jahre fortgeführt. Nachdem die Olyix mehrmals in solche Fallen gelockt wurden, haben sie sich auf diese Strategie eingestellt. So wird den ahnungslosen Menschen, die an sich aus Sicherheitsgründen keinen Kontakt zu anderen Habitaten haben, ihre Falle selbst zur Falle. Erst durch die Zusammenarbeit mit anderen zwischen die Sterne geflüchteten außerirdischen Zivilisationen gelingt der Bau eines Kriegsschiffs, das einen Kampf gegen die Außerirdischen gewinnt und die gewünschten Koordinaten erbeutet. Eine Kampfflotte bricht zum Heimatsystem der Olyix auf, besiegt diese und befreit so etwa dreitausend weitere Völker, die von den Olyix eingefangen wurden. Durch die Umwandlung der durch den Einlagerungsprozess verpuppten Lebewesen können so Milliarden an Intelligenzen erweckt und auf neuen Welten angesiedelt werden.
Die Erzählung hat ein offenes Ende. Zwar wurde die Enklave vernichtet, und die Verfolgung flüchtiger Olyix wurde gestartet. Doch die Gefahr durch diese ist noch nicht völlig gebannt. Zudem existiert noch das Gottwesen, das in Wahrheit nicht vom Ende der Zeiten, sondern aus einer Zeit 60.000 Jahre in der Zukunft die Botschaft an die Olyix gesendet hat. Ein Raumschiff der siegreichen menschlichen Flotte bricht auf, um dieses Wesen zu finden und zu vernichten. Andere Menschen wiederum begeben sich auf die Suche nach versteckten Habitaten und Zufluchtswelten.

## Gesellschaftssysteme

### Menschen
In der geschilderten Zukunft haben sich zwei menschliche Gesellschaftsformen herausgebildet. Die Universal-Kultur ist dabei eine zwar demokratische, jedoch sehr kapitalistische Gesellschaft, die vor allem auf der Erde zu finden ist. Hier finden sich deutliche Unterschiede zwischen einer reichen und einer armen Gesellschaftsschicht. Globale Konzerne haben viel Macht und Einfluss. Andersdenkende, diese politische Struktur bekämpfende Menschen werden auf einen Asteroiden verbannt. Die Utopial-Kultur dagegen setzt auf eine gleiche Gesellschaft, die vom Hohen Konzil geleitet wird. Diese Gleichheit wird durch Gentechnik auf das Geschlecht der Menschen ausgedehnt; die sogenannten Omnia haben weibliche und männliche Zyklen. Eine neue Gesellschaftsform bildet sich zehntausend Jahre später. Die Menschen dieser Kultur teilen ihren Geist in einzelne Aspekte auf, die in unterschiedlichen Körpern leben.

### Olyix
Seit über zwei Millionen Jahren geht dieses Volk seiner religiösen Berufung nach. Über eine Tachyon-Botschaft aus der Zukunft erhalten sie den Auftrag, alles intelligente Leben bis zum Ende des Universums zu sammeln und zu bewahren. Am Ende der Zeiten sollen sie auf das Gottwesen treffen, das ihnen den Auftrag gab. Über die ganze Milchstraße verteilt errichteten sie daher Sensorstationen, die im Weltraum nach sich neu entwickelnden, intelligenten Völkern Ausschau halten. Wird eine neue Zivilisation entdeckt, entsenden sie ein Archenschiff, sammeln die fremden Intelligenzen ein und bringen sie in die Enklave. Innerhalb der Enklave läuft die Zeit erheblich langsamer ab, sodass in wenigen Wochen tausende von Jahren vergehen. Die Olyix besitzen eine gesellschaftliche Hierarchie. An unterster Stelle sind die Fünflinge, deren Geist über fünf Körper verteilt untereinander verbunden ist. Die nächste Stufe, zu der jeder Fünfling aufsteigen kann, ist der Eingeist; dieser ist die Intelligenz eines Raumschiffes. Je nach Raumschifftyp ist hier der Aufstieg bis zum Eingeist einer Arche möglich. In der Enklave sind alle Eingeists schließlich Teil des Allgeists, der obersten Instanz.

### Weitere Völker
Über die weiteren außerirdischen Rassen ist wenig zu erfahren. Bekannt ist die Existenz der Neána, der Katos und der Angelis, die sich in Habitaten zwischen den Sternen vor den Olyix verstecken. Dieser Mangel an Information dient dem Schutz vor Entdeckung. Die Neána haben es sich zur Aufgabe gemacht, aufstrebende Zivilisationen vor den Olyix zu warnen und ihnen zu ermöglichen, sich Exodus-Habitate für die Flucht zu bauen.

## Buchausgaben

### Englischsprachige Originalausgaben
- Band 1: Salvation. Pan Macmillan, 2018, ISBN 978-2-07-065376-8.
- Band 2: Salvation Lost. Pan Macmillan, 2019, ISBN 9781447281351.
- Band 3: The Saints of Salvation. Book Three of the Salvation Sequence. Pan Macmillan, 2020, ISBN 9780399178887.

### Deutschsprachige Ausgaben
Die Übersetzung aus dem Englischen erfolgte durch Wolfgang Thon.
- Befreiung. Die Salvation-Saga 1. Piper Verlag, 2018, ISBN 978-3-492-70505-9.
- Verderben. Die Salvation-Saga 2. Piper Verlag, 2020, ISBN 978-3-492-70515-8.
- Erlösung. Die Salvation-Saga 3. Piper Verlag, 2021, ISBN 978-3-492-70516-5.